# Laurent Porchier
Laurent Porchier   (Lo Borg dau Peatge, 27 de juny de 1968) és un remer francès, ja retirat, guanyador d'una medalla olímpica.
El 2000 va prendre part en els Jocs Olímpics d'Estiu de Sydney, on guanyà la medalla d'or en la prova del quatre sense timoner lleuger del programa de rem. Formà equip amb Jean-Christophe Bette, Yves Hocde i Xavier Dorfman.
En el seu palmarès també destaquen set medalles en el Campionat del món de rem, una d'or, tres de plata i tres de bronze, entre les edicions de 1990 i 2001. També guanyà una medalla d'or en els Jocs del Mediterrani de 1997 i sis campionats nacionals.